# التجديف النهري

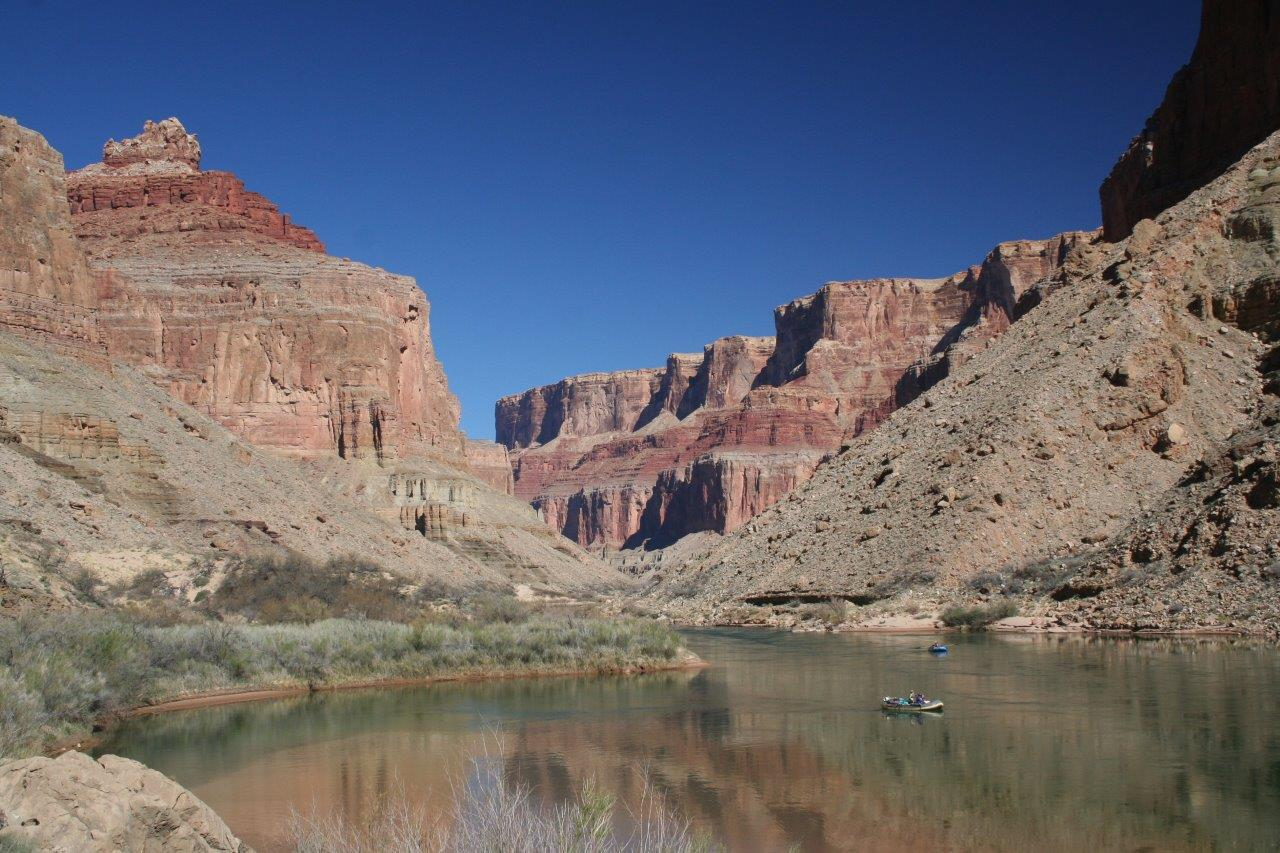
التجديف في جراند كانيون ، الولايات المتحدة الأمريكية

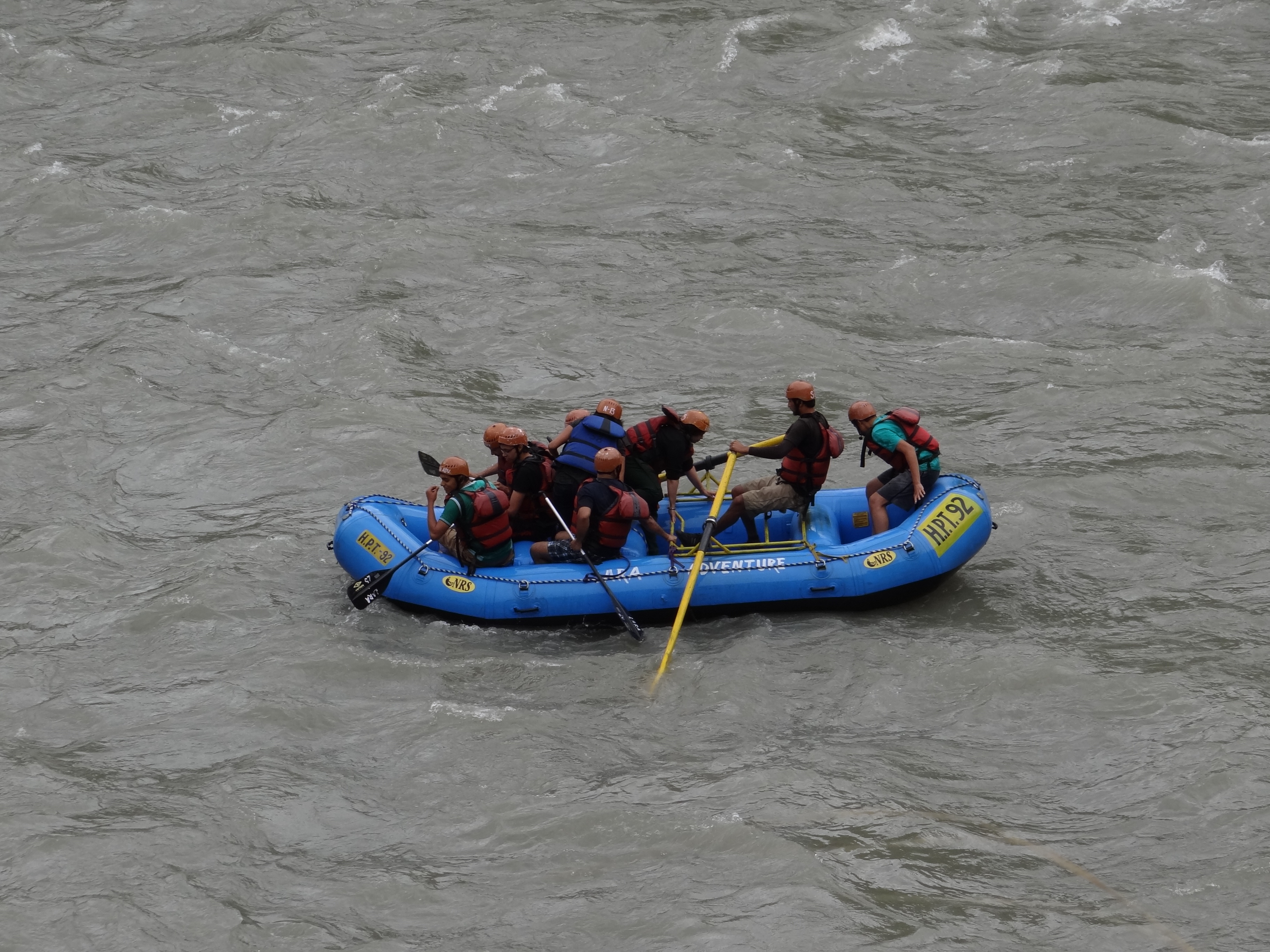
التجديف في هيماشال براديش ، الهند

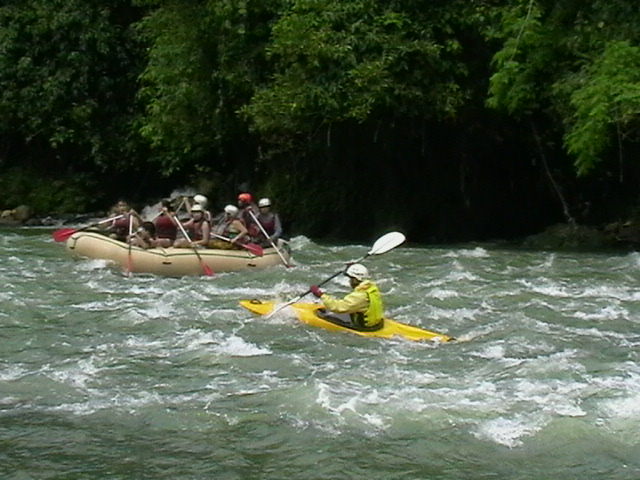
التجديف في المياه الجارية على طول نهر كاجايان دي أورو ، الفلبين

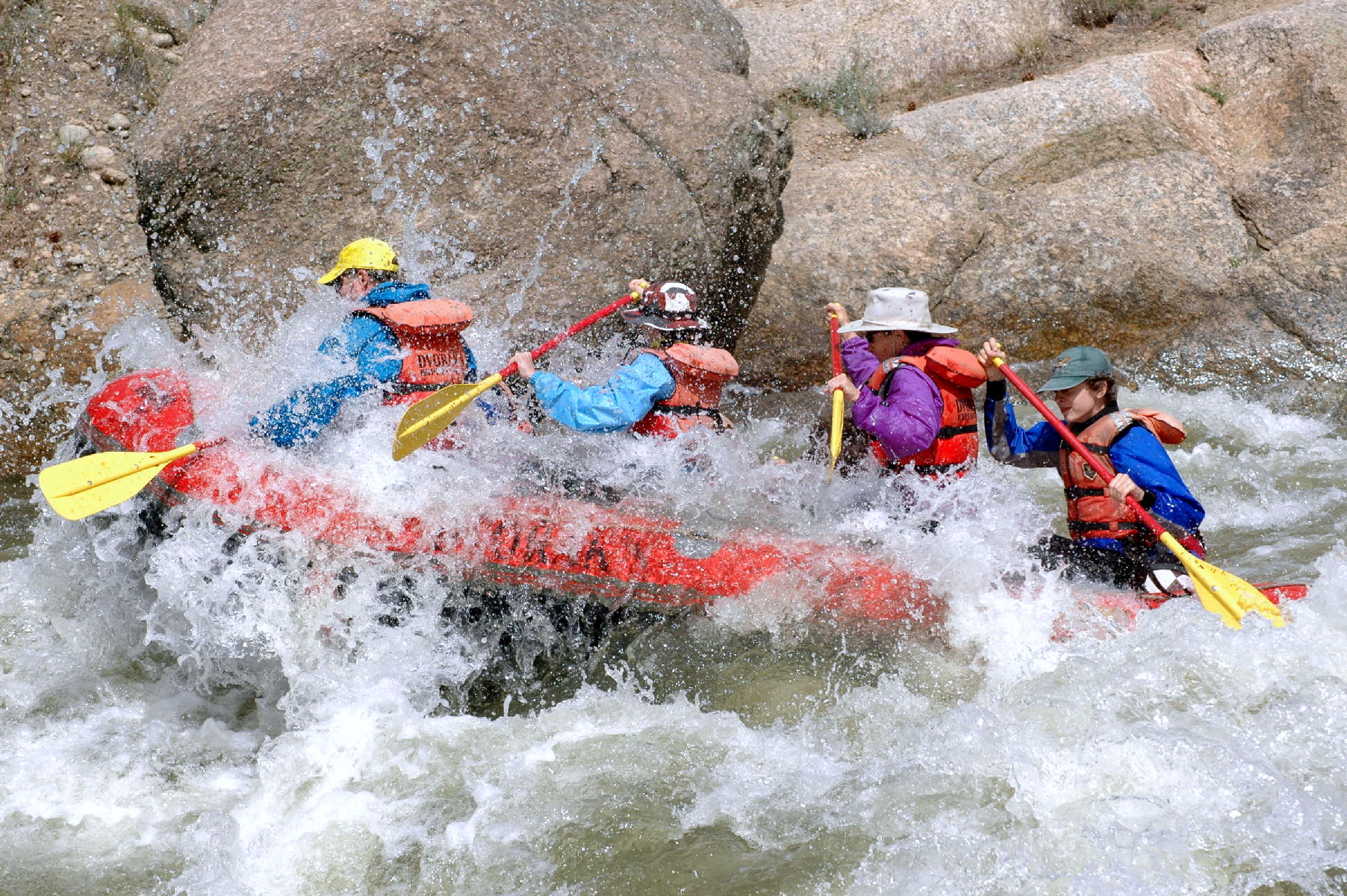
التجديف على نهر أركنساس ، كولورادو ، الولايات المتحدة الأمريكية

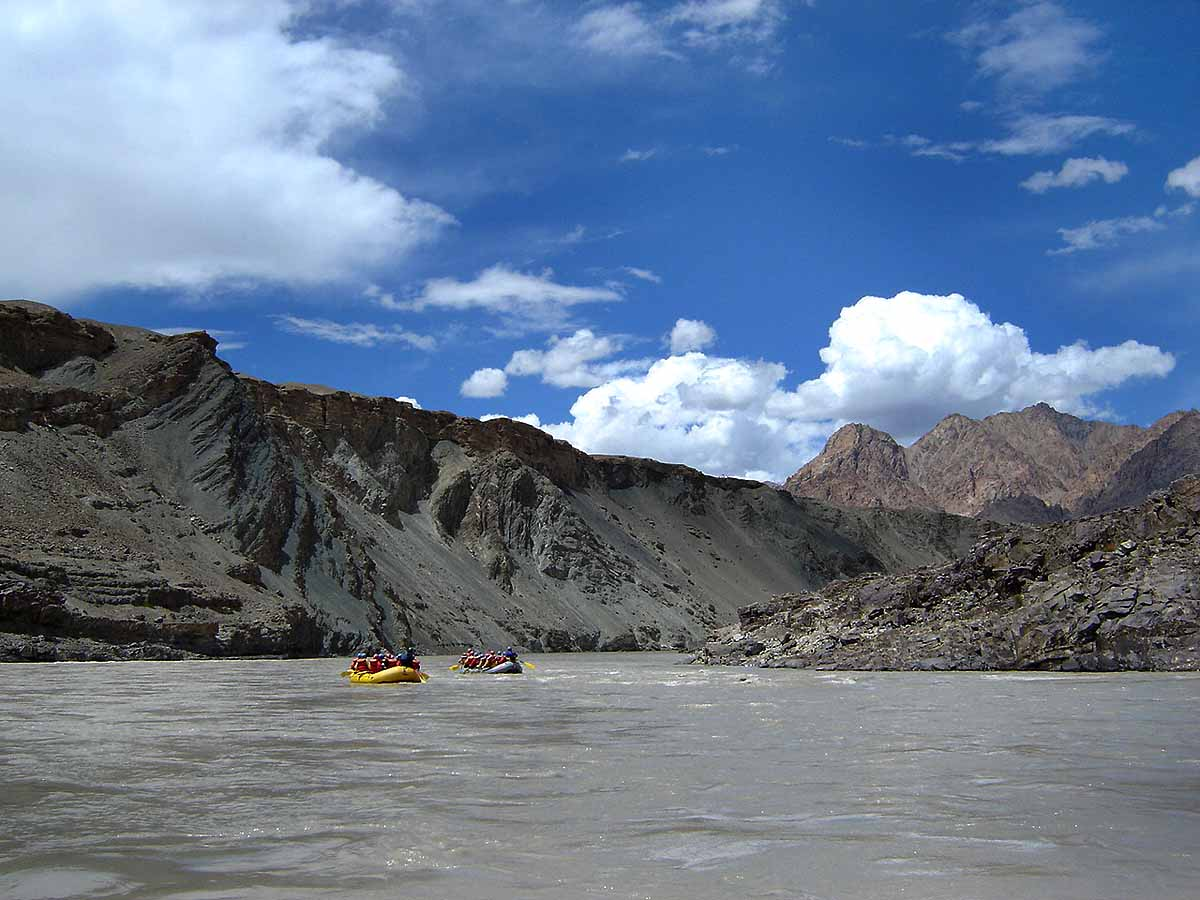
التجديف في لاداخ ، الهند

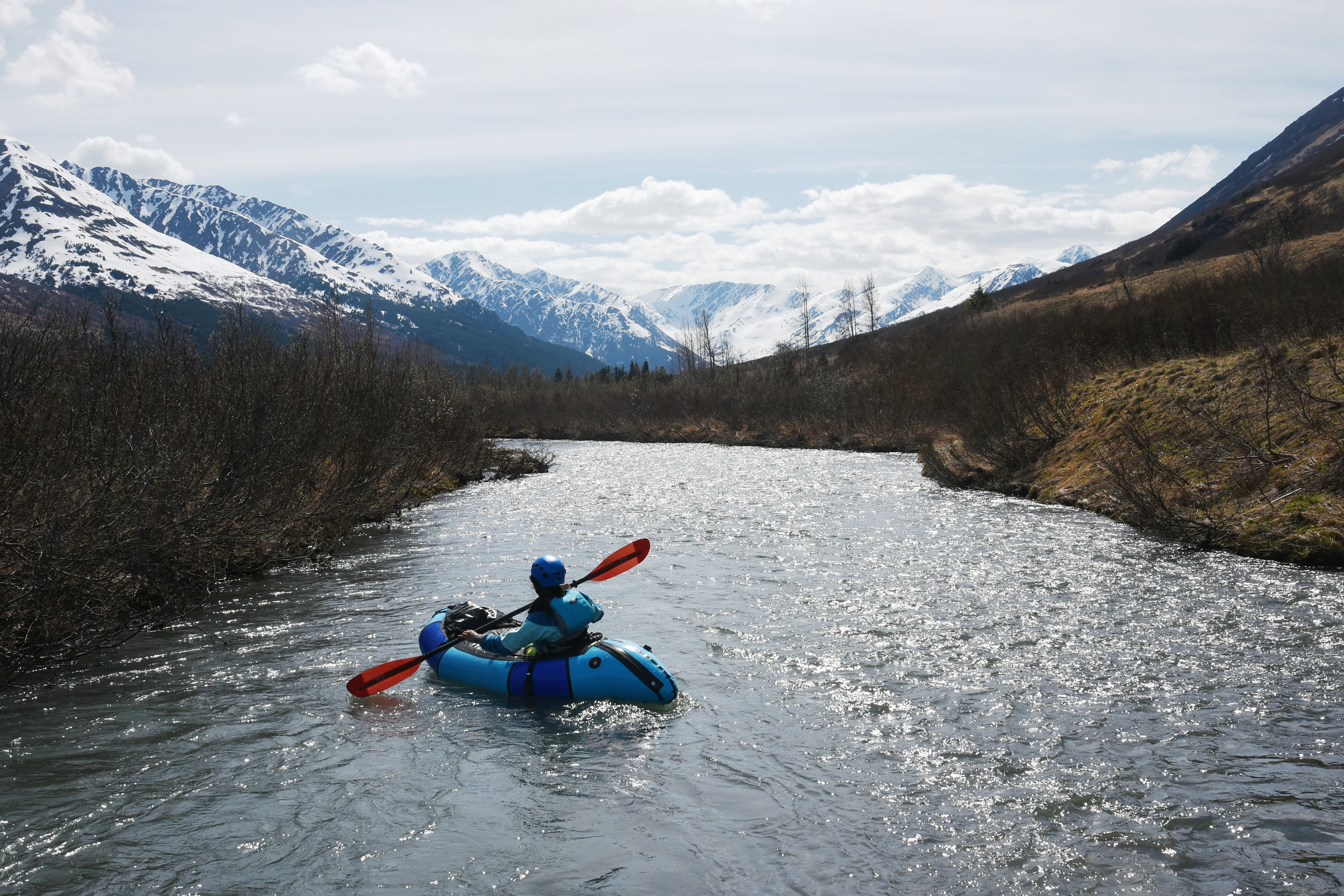
التجديف في ألاسكا

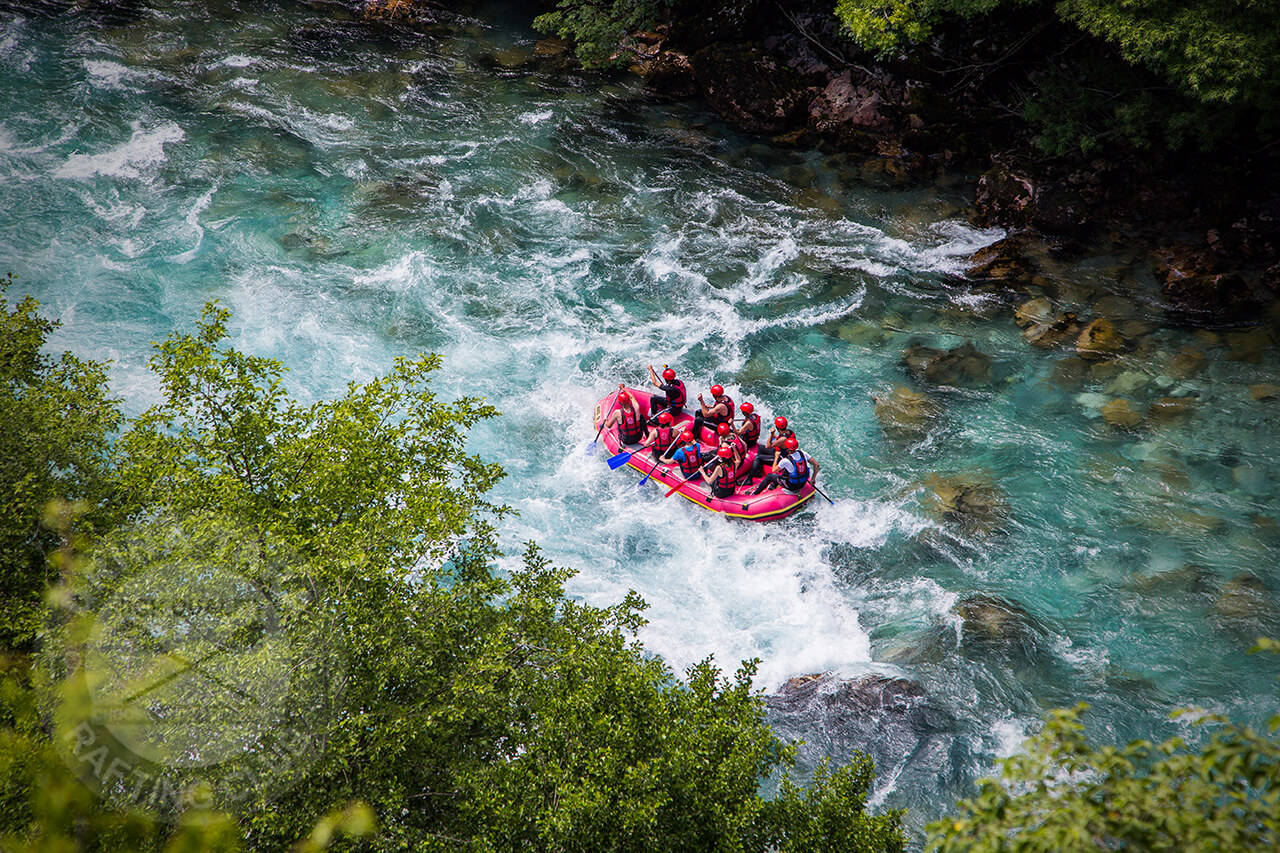
التجدبف على نهر تارا ، البوسنة

ركوب الرمث وركوب الأنهار الجارية الضحلة هي أنشطة ترفيهية في الهواء الطلق تستخدم طوفًا قابلًا للنفخ للتوجيه في الانهار أو أي اماكن مائية أخرى. وغالبًا ما يتم ذلك في الأنهار بشتى انواعها المختلفة من المياه الوعرة ويعتبر جود الخطر في اغلب الوقت جزءا من التجربة.
شاع صيت هذا النشاط كرياضة مغامرات شائعة منذ خمسينيات القرن الماضي إن لم تكن فترة أطول من ذلك، حيث تطورت الرياضة من من تجديف الأفراد مجادف بطول 10 قدم (3.0) إلى 14 قدم (4.3) ذات شفرات مزدوجة أو من رمث بمجاديف بأطواف متعددة الأشخاص ويتم دفعها بواسطة عدة مجاديف وحيدة الشفرات والتي توجه من قبل شخص في المؤخرة يقوم باستخدام المجاديف.
وتعتبر رياضة التجديف في بعض اماكن الأنهار خطرة ومتطرفة وقد تؤدي إلى الوفاة في معظم الأحيان وبعض المناطق الأخرى ليست شديدة أو بتلك الصعوبة. وتعتبر رياضة التجديف من الرياضات التنافسية التي تُمارس في مختلف أنحاء العالم وتتوج بحدث بطولة العالم للقوارب بين الدول المشاركة. ويشار إلى الاتحاد الدولي للتجديف باسم IRF؛ وهي الهيئة العالمية التي تشرف على جميع جوانب الرياضات.

## معدات التجديف
تطورت معدات التجديف بشكل مستمر مع مرور الزمن وتطورت بشكل ابكر منذ الحرب العالمية الثانية من الأطواف العسكرية الفائضة من المطاط القديم. حيث تصنع الأطواف الحديثة عادةً من النايلون المتطور أو مواد بلاستيكية مشبعة بالكيفلر مثل PVC أو يوريتان؛ وعلى الرغم من أن العديد من الشركات المصنعة محدودة الدخل لا تزال تستخدم المطاط اللاصق. حيث يعتبر البلاستيك عمومًا أكثر متانة وأطول عمراً أسهل إصلاحا مقارنةً بالأطواف المطاطية القديمة.
المجاذيف والمجاديف هي الوسيلة الفضلى لدفع الأطواف وتأتي بأحجام وأنواع عديدة مع أخذ ظروف الأنهار المحددة بعين الاعتبار.

### المجاذيف
المجاذيف مكونة من مزيج من طبقات من الخشب أو البلاستيك أو الألومنيوم أو ألياف الكربون وغيرها من المواد المركبة الحديثة. وهناك العديد من الأنواع والتوليفات من هذه المواد مع المجاذيف المنخفضة المستوى للمبتدئين في الرياضة وتتكون عادة من من الألومنيوم والبلاستيك زهيدة الثمن. وتصنع النماذج عالية الجودة من مركبات من جودات عالية ويكثر إستخدامها في الاغلب من قبل مرشدي التجديف المحترفين والمتسابقين والمجدفين بهدف الإستكشاف.
يتكون التصميم الأساسي للرمث من 3 أجزاء:
- شفرة واحدة
- الفتحة
- قبضة شكل حرف ال T

وعادةً ما يحبذ استخدام المجاذيف في الأنهار الأصغر بسبب الصخور والأخطار الأخرى التي قد تسبب في إتلاف المجاديف الكبيرة. عادةً ما تستخدم المجاذيف في الرحلات التجارية من قبل الزوار أيضًا حيث يُنظر إليها على أنها طريقة أكثر جاذبية للاستمتاع بالرحلة النهرية. وعند استخدام المجاذيف في الرمث يشار إليه باسم «التجديف» أو «التوجيه بالمجداف».

### المجاديف
تتكون المجاديف عادة من نفس مكونات المجاذيف؛ الا وهي الخشب، والبلاستيك، والألمنيوم والياف الكربون. حيث تصنع شفرات المجاديف بأشكال مختلفة قليلا مع التركيز على قوة تحملها بأخذ أنواع الأنهار المختلفة بعين الاعتبار. اما بالنسبة إلى المجاديف الخشبية التقليدية فهي تصنع في البداية من قطعة واحدة صلبة وقوية لأجل الحفاظ على صلابتها ومرانتها تحت الضغط.
وعادة ما تتكون المجاديف المركبة الحديدية من 3 قطع:
- الشفرة
- العمود
- مكان قبضة اليد

وكل هذه الأجزاء قابلة للتبديل ويمكن تغييرها وتطويرها بعدة طرق لجعل التجديف أكثر إثارة ومتعة. وعامة ما تُستخدم المجاديف في الأنهار المسطحة الأوسع ذات الحجم الأكبر لسهولة الحركة فيها بشكل أكثر كفاءة عبر الأنهار الطويلة البطيئة الحركة، وعلى الرغم من ذلك يستعمل الصيادون المجاديف الأقصر في معظم الأوقات على طوافات أصغر في الأنهار ذي المد المنخفض لمساعدتهم على الحفاظ على موقع متميز لأجل تسهيل خروجهم من الرمث والرجوع اليه لاحقا. وعندما تستخدم الطوافة المجاديف، يطلق عليها «التجديف» على الرغم من أن العديد من الأشخاص يطلقون عليها بمصطلحات خاطئة مثل «تجديف» أو «تأطير المجذاف»، ومع ذلك فإن هذه المصطلحات خاطئة والتي إذا استخدمت تظهر عدم الخبرة عند البعض الأخر عند استخدامها في محادثة مع أعضاء مجتمع التجديف. وعادةً ما تستخدم المجاديف واحدة من طريقتين لربطها بالقارب، ولكن في كلتا الحالتين، فإنها متصلة مع القارب من خلال إطار معدني كبير مربوط بالقارب يسمى «إطار المجذاف». تتصل المجاذيف بالإطار إما عن طريق نظام دبوس ومشبك أو نظام يسمى «اورلوك» ويتصل أي من النظامين بالإطار عبر الأبراج المجوفة على جانبي الإطار.

#### الدبابيس والمشابك
تشار الدبابيس إلى «ثقب الدبابيس» وهو مشبك حديدي تتمسك بالمجداف وتوجد في اعلى الدبوس قطعة مطاطية أو بلاستيكية وهدفها منع المجداف من الانزلاق منها. ويتصل الجزء السفلي من الدبوس ببرج المجداف لتثبيت الدبوس في مكانه. ويعتبر هذا النظام من اقدم الأنظمة وهي مثالية لبعض أنواع الأنهار المحددة المسماة بالأنهار الكبيرة والأنهار الخطيرة ذات المستوى الخامس والتي تتطلب منك تثبيت المجاديف قدر المستطاع.

#### قفل المجاذيف
قفل المجاذيف أو الأقفال هي أكثر الأشكال شيوعا من أنواع المرفقات للمجاديف إذ تسمح للمجداف بـأن تخفف وزنها وتساعد على التحرك ذهابًا وإيابًا أثناء التجديف مما يسهل على الشخص الذي يستخدم المجاديف بالإستمرار في اتجاه التيار ارحية أكثر. وتبدو هذه الأقفال وكأنها على شكل دبوس يعلوه شفة معدنية على شكل حرف U. حيث توضع المجاذيف في الفجوة التي بين القطع المعدنية على شكل حرف U، ويمكن تثبيتها في مكانها بسدادة بلاستيكية تسمى بقفل المجذاف مما يتيح للمجذاف بالحفاظ على موضعه بالطول الصحيح للتسهيل من عملية التجديف.

## تاريخها
إذا رجعنا عبر الزمن سنرى ان رياضة التجديف اكتشفت في عام 1811، عند أول محاولة مسجلة للإبحار في نهر الأفعى في مدينة وايومنغ. وتم تصنيف النهر على انها صعبة وخطيرة للغاية، خاصة بسبب إنعدام أي خبرة تدريب أو خبرة أو معدات مناسبة لهذه الرحلة. ومن ثم أطلق عليها لقب "Mad River"أي النهر المجنون. وفي اليوم التاسع من يونيو في عام 1940، قاد كلايد سميث رحلة ناجحة عبر وادي نهر الأفعى.

## فئات الأنهار الجارية الضحلة

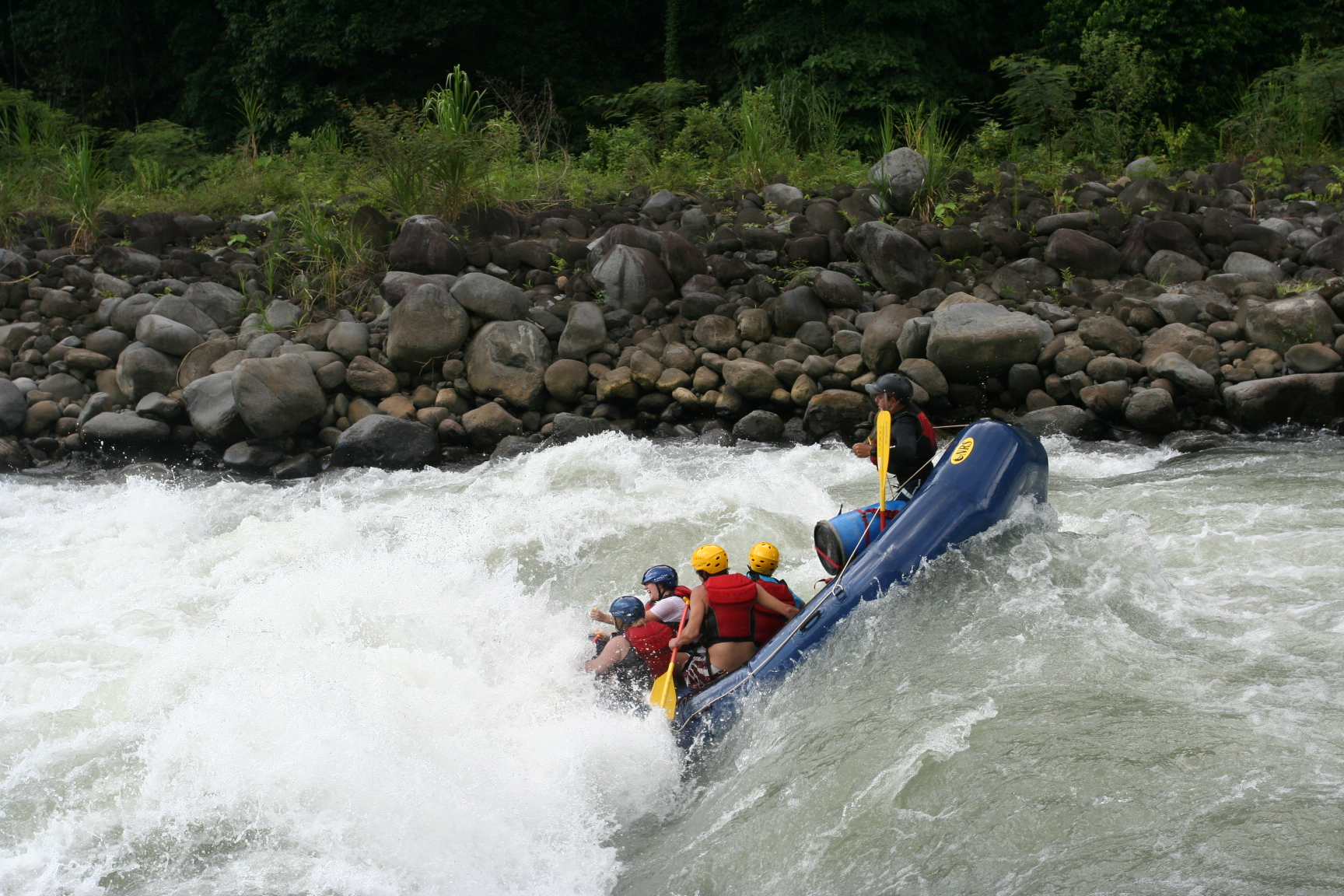
التجديف على نهر باكوار ، كوستاريكا

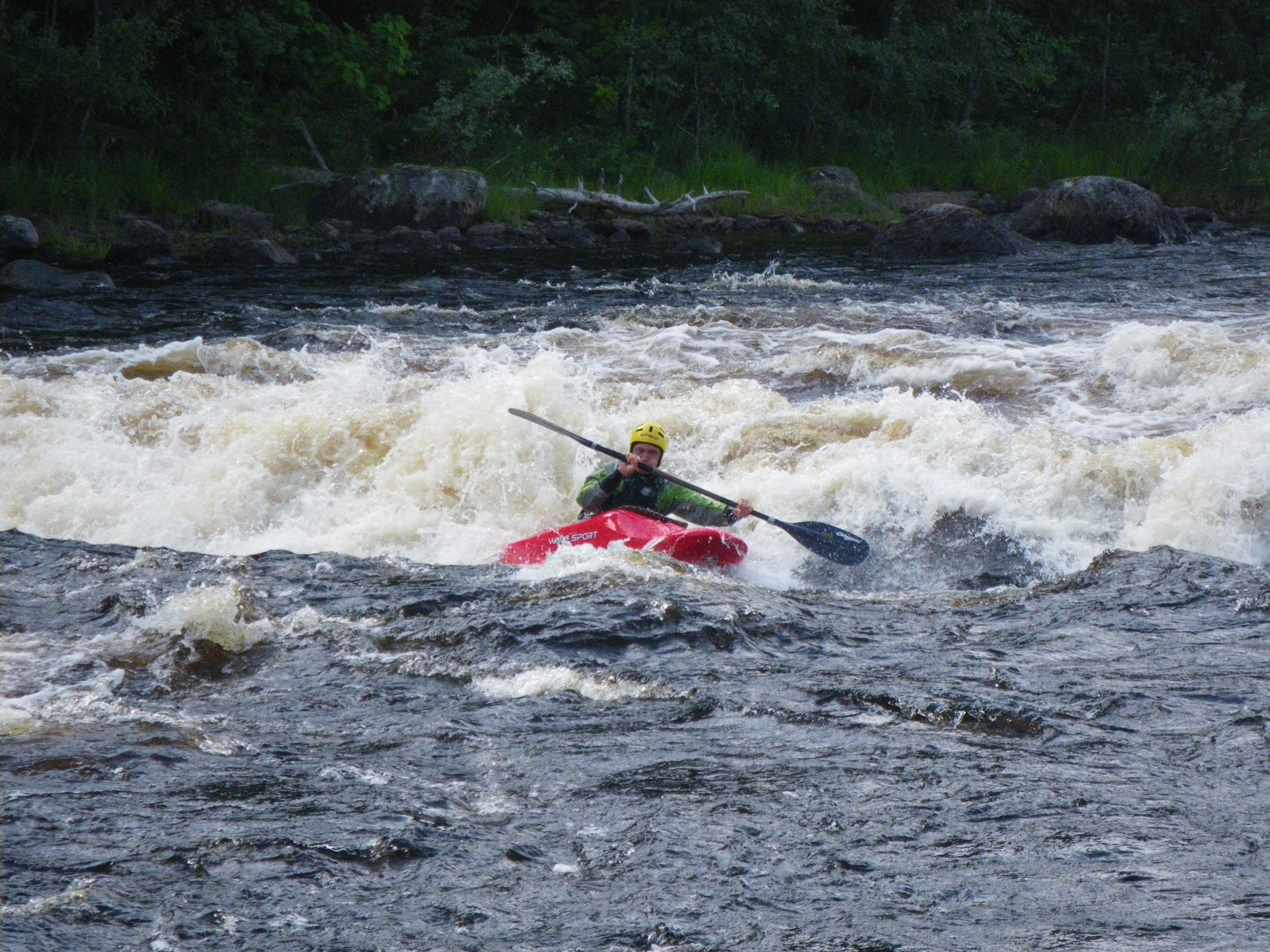
التجديف في منحدرات Neitikoski في ليكسا ، شمال كاريليا ، فنلندا

ويُعرف أيضًا باسم المقياس الدولي لصعوبة الأنهار، وفيما يلي ست درجات من الصعوبة في ركوب الرمث في الأنهار. وتتراوح نسب الخطر فيها من الإصابات الطفيفة أو الخطيرة جدا وقد تصل في معظم الأحيان إلى الوفيات لا سمح الله.
الفئة الأولى: هي مناطق صعبة صغيرة جدًا، والتي قد تتطلب بعض المناورات الطفيفة. (مستوى المهارة المتطلبة: سهل جدا)
الفئة الثانية: وقد تتطلب بعض المناورات بسبب المياه الوعرة وبعض الصخور. (مستوى المهارة المتطلبة: مهارة التجديف الأساسية)
الفئة الثالثة: مكونة من موجات صغيرة، مع منحدرات طفيفة والتي لا تشكل أي خطر كبير ولكن قد تتطلب مناورة كبيرة. (مستوى المهارة المتطلبة: تتطلب بعض الخبرة في ركوب الرمث)
الفئة الرابعة: المياه الجارية بها موجات متوسطة القوة، مع احتمال وجود بعض الصخور، مع منحدرات متوسطة، وقد تكون هناك حاجة إلى مناورات حادة. (مستوى المهارة المتطلبة: خبرة عالية واستثنائية)
الفئة الخامسة: المياه الجارية ذات الأمواج الكبيرة والكميات الضخمة، إمكانية وجود صخور كبيرة ومخاطر، إمكانية وجود انحدار قوي، تتطلب مناورة دقيقة. (مستوى المهارة المتطلبة: إتقان كامل لركوب الرمث)
الفئة السادسة: تعتبر منحدرات الفئة 6 شديدة الخطورة بحيث لا يمكن ملاحتها بشكل فعال بأمان وفعالية. ويجب على ممارسي رياضة التجديف توقع اسوء الحالات من المياه القوية، والأمواج الضخمة، والصخور الضخمة والمخاطر العالية، أو سقطات عالية من شأنها أن تلحق الضرر الشديد على القدرات الهيكلية لجميع المعدات تقريبًا. وتعتبر الفئة السادسة من اخطر الفئات بسبب احتمالية الإصابات الخطيرة أو نسبة الوفيات مقارنة بالفئات الأخرى. (مستوى المهارة المتطلبة: إتقان كامل واحترافي للتجديف، وحتى في هذه الحالة الخطر لا فرار منه) 

## أمان
مستوى المخاطر الكلية في الرحلة منخفضة التجديف مع استخدام الاحتياطات المناسبة. الآلاف من الناس يتمتعون بأمان رحلات التجديف كل عام.
ومثل معظم الرياضات الخارجية، أصبح ركوب الرمث بشكل عام أكثر أمانًا على مر السنين. وزادت خبرات الأشخاص في هذه الرياضة، وأصبحت المعدات أكثر تخصصًا وتحسنا في الجودة. ونتيجة لذلك؛ تغيرت تصنيف الصعوبة لمعظم مسارات الأنهار إلى الأسهل. ومن الأمثلة الشهيرة على ذلك نهر كولورادو في جراند كانيون، والذي كان لديها سمعة تاريخية تفوق بكثير إحصائيات السلامة الفعلية الخاصة بها. وتشهد اليوم في جراند كانيون المئات من رحلات ركوب الرمث الآمنة من مبادرة «افعلها بنفسك» العوارض الخشبية وأصحاب الامتياز التجاريين في النهر. 
وتشرط شركات التجديف النهري من عملائها توقيع اتفاقية تشير إلى فهم العميل وقبوله للمخاطر المصاحبة لهذه الرياضة، وتنازلهم في حالة وقوع أي إصابة جسيمة. وغالبًا ما تبدأ كلا رحلات التجديف في مبادرة (افعلها بنفسك) ورحلات التجديف التجارية، باستعراض مبادئ السلامة لتثقيف المشاركين في التجديف حول المشكلات التي قد تنشأ. واعتمادًا على المنطقة؛ توجد شروط سلامة نظامية إلزامية في رياضة التجديف، في كلا من افعلها بنفسك العامة والمشغلين التجاريين. وتتراوح هذه الإشتراطات من الارتداء الإلزامي لسترات النجاة التي تحمل معدات معينة مثل الصفارات، وأجهزة العوم القابلة للرمي من اجل اعتماد تجار الملابس وموظفيهم.
ويُنصح عمومًا قبل توقيع أي عقد مع هذا النوع من الرحلات بمناقشة تدابير السلامة مع مشغل التجديف التجاري. وتعتبر المعدات المطلوبة هي معلومات أساسية يجب أخذها في الاعتبار.
وقد تنبع من هذه الرياضة مخاطر بيئية ومخاطر السلوك الخاطئة. وبعض الخواص في الأنهار غير آمنة بطبيعتها وظلت كذلك منذ الأمد. وتشمل هذه «العناصر الهيدروليكية الحافظة»، و «المصافي» (مثل الأشجار المتساقطة)، والسدود (خاصة السدود منخفضة الرأس، التي تميل إلى إنتاج هيدروليكيات على مستوى النهر)، والصخور المنحوتة الحادة، وبالطبع الشلالات المرتفعة الخطيرة. وحتى في المناطق الآمنة إذ بإمكان أن تنطوي حركة المياه دائمًا على مخاطر - على سبيل المثال ان يحاول سباح الوقوف على مجرى نهر صخري مع وجود تيار قوي، مخاطرا تعلق القدم. وكما ساهم السلوك غير المسؤول المرتبط بممارسة هذه الرياضة في حالة سكر وغير وعي في وقوع العديد من الحوادث.
وتشمل إصابات ركوب الرمث العادية صدمات ناتجة عن الاصطدام بجسم ما، والإجهاد الزائد بسبب موضع المجذاف والمعدات مع قوة دفع الماء، وإصابات الإجهاد المتكرر، وإصابات الغرق/ البيئة، والإصابات غير البيئية بسبب عدم ذكر الحالات الطبية لدى العملاء (مثل مشاكل القلب).  وأظهرت الدراسات انخفاض معدلات الإصابة النسبية في رياضة التجديف،  وعلى الرغم من أنها قد تكون غير صحيحة نسبيا بسبب عدد كبير من الحوادث التي لم يتم الإبلاغ عنها وتسجيلها. وتعتبر حالات الوفاة نادرة في كل من التجديف التجاري والفردي. حسبت التحليلات النسبية أن الوفيات تراوحت بين 0.55  - 0.86  لكل 100,000 مستخدم في اليوم .

## القضايا البيئية

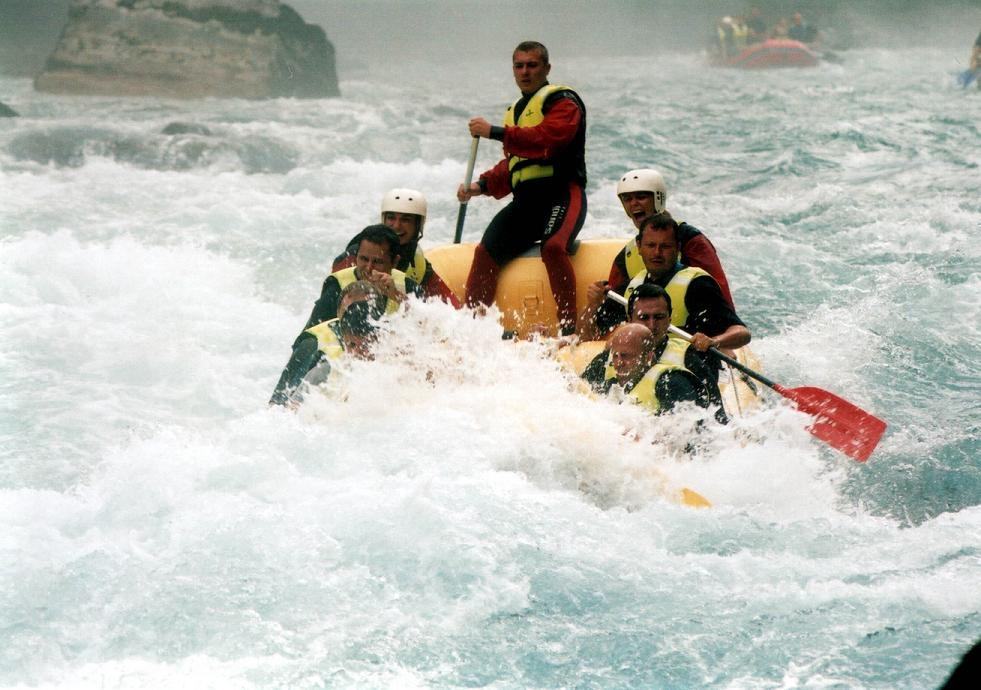
التجديف في الجبل الأسود

ومثل أي نشاط خارجي، يجب أن الموازنة بين ركوب الرمث واستخدامه للطبيعة والحفاظ على الأنهار كمورد طبيعي وموطن. بسبب هذه المشكلات، أصبح لدى بعض الأنهار الآن لوائح تقيد المواسم السنوية وأوقات التشغيل اليومية أو عدد العوارض الخشبية.
ونشأت النزاعات بين مشغلي التجديف التجاري بسبب تعاونهم البلديات والجمعيات السياحية لتغيير مجرى النهر عن طريق التجريف و / أو التفجير من أجل القضاء على مخاطر السلامة أو خلق خواص مياه جارية نهرية أكثر إثارة. ويجادل علماء البيئة بأن القيام بمثل هذا العمل قد تكون له آثار سلبية على النظام البيئي النهري والمائي، بينما يزعم المؤيدون بأن هذه التدابير عادة ما تكون لفترة وجيزة فقط لأن قاع النهر يخضع بشكل طبيعي لتغيرات دائمة خاصة أثناء الفيضانات الكبيرة وغيرها من الأحداث الطبيعية البحتة. ويتضمن نزاع آخر سببها توزيع تصاريح الأنهار النادرة إما لشركات التجديف العامة مبادرة «اعمل بنفسك» أو التجارية.
تساهم رياضة التجديف التي تقوم بها شركات التجديف التجارية والعامة برفع اقتصاد العديد من المناطق والتي بدورها قد تساهم في حماية الأنهار من بناء توليد الطاقة الكهرومائية، التي قد تحول مسار الري، وغيرها من التنمية. وبالإضافة إلى ذلك، بإمكان رحلات ركوب الرمث في الأنهار الجارية أن تدعم حماية البيئة. فلدى رحلات التجديف المتعددة الأيام التي تقوم بها شركات التجديف والتجارية والعامة عبر النظام الوطني للأنهار البرية والمناظر الطبيعية القدرة على تطوير الإشراف البيئي والسلوك البيئي العام. وتشير الدراسات إلى إزدياد الفعالية البيئية عند طول مدة الرحلة بسبب إنغماس المشاركين فيها، ومقدار تعليم الموارد من قبل المشاركين في الرحلة.

## روابط خارجية
- الاتحاد الدولي للتجديف
- جمعية التجديف بالولايات المتحدة
- جمعية البوسنة والهرسك للتجديف